# Amine Boujouh
Amine Boujouh (Edegem, 1 juli 1999) is een Belgische danser en acteur.

## Carrière
Amine Boujouh staat vooral bekend als danser bij de Ketnet-serie #LikeMe en als acteur in Familie (als Brahim El Moussaoui).
Amine werkt sinds mei 2019 als danser voor #LikeMe bij Fabric Magic. Hij speelt daar de rol van Quinten Boujouh. Sinds januari 2022 vertolkt hij de rol van Brahim El Moussaoui in de soapserie Familie. Brahim is de oudste zoon van Samira Jibrell en de broer van Jamila en Ilja El Moussaoui. De eerste aflevering waar Amine in voorkomt werd uitgezonden op dinsdag 8 maart en is aflevering 6965. 
In het najaar van 2024 nam hij deel aan De Verraders op VTM en viel af in de vijfde aflevering 

## School
Naast zijn dans- en acteerwerk is Amine ook student aan de Thomas More-hogeschool. Hij studeert media en entertainment business. 
In het middelbaar zat hij op het toenmalige Stedelijk Lyceum Linkeroever (nu Het Gymnasion).